# Appel manqué
Cet article concerne les appels appels manqués en tant que pratique sociale. Pour l’aspect général, voir Appel téléphonique.

Icône représentant un appel manqué.

Un appel manqué est un appel téléphonique volontairement terminé avant que le correspondant n’ait pu décrocher. C'est une forme de communication très utilisée dans les pays émergents pour contrer les coûts élevés des téléphones prépayés[réf. souhaitée].

## Utilisation
Un appel manqué se caractérise par une tentative d'appel téléphonique émis et où l'appelant ne rentre pas en communication avec son correspondant à l'autre bout de la ligne, par souhait de ne pas répondre, par une impossibilité de répondre ou lorsque le téléphone se trouve déconnecté du réseau mobile au moment de l'appel. 